# Jüdischer Friedhof (Grünstadt)
Der Jüdische Friedhof Grünstadt in Grünstadt im Landkreis Bad Dürkheim in Rheinland-Pfalz liegt in der „Sandtkaut“ nördlich der Obersülzer Straße. Seit 1989 ist er ein geschütztes Kulturdenkmal.

## Geschichte
Grünstadt hatte eine alte und große jüdische Gemeinde. Bereits das erste Einwohnerverzeichnis der Stadt, vom 12. Dezember 1608, nennt drei jüdische Familien. In einem Kollektenbuch zugunsten des Wiederaufbaus der 1689 von den Franzosen niedergebrannten Wormser Synagoge wird 1698 erstmals eine jüdische Gemeinde in Grünstadt urkundlich erwähnt; im 19. Jahrhundert zählte sie zu den bedeutendsten der Pfalz. 1804 lebten hier 165 jüdische Einwohner, 1848 waren es 85 Familien mit insgesamt 473 Personen. Danach ging die Zahl durch Aus- und Abwanderungen zurück. 1875 gab es in Grünstadt 348, im Jahre 1900 noch 182 und 1925 nur noch 144 jüdische Personen. Kulturelles Zentrum der Gemeinde war die bereits im 18. Jahrhundert erbaute Synagoge (Östlicher Graben 19), die heute zu einem Geschäftshaus umgebaut ist.   
Der Friedhof wurde etwa ab 1700 bis 1969 belegt. Als Verbandsfriedhof wurde auch von den Juden in Asselheim, Altleiningen, Bissersheim, Kirchheim, Lautersheim, Neuleiningen, Obersülzen, Obrigheim, Sausenheim und Wattenheim genutzt. Der älteste erhaltene Grabstein stammt aus dem Jahr 1743. 1881 wurde der Friedhof erweitert. Obwohl es sich um eine zusammenhängende Fläche handelt, unterscheidet die Literatur teilweise zwischen „altem“ und „neuem“ Friedhof.
Besonders hervorzuheben ist der Grabstein des Königlich Bayerischen Stabsarztes Julius Fey, der im Ersten Weltkrieg umkam. Er trägt einen Davidstern, in dessen Zentrum sich ein Eisernes Kreuz befindet und wurde in der NS-Zeit geschändet. Man hat die Inschrift mutwillig zerschlagen. 
Bei den älteren Gräbern befindet sich der Grabstein des Elsässers Leopold Roos (1768–1838), Talmudlehrer und über 30 Jahre lang Rabbiner in Grünstadt.

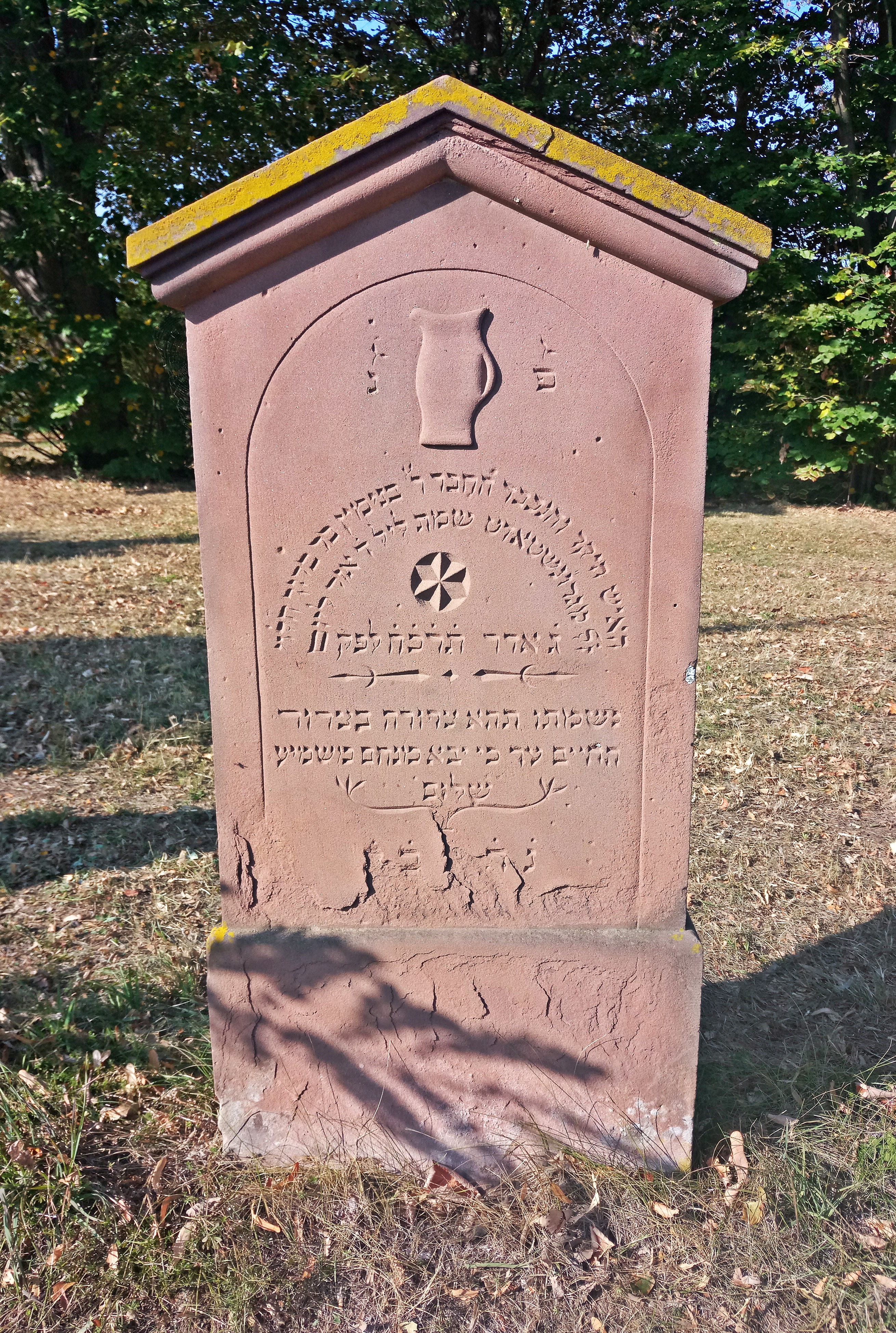
Grabstein mit Kanne
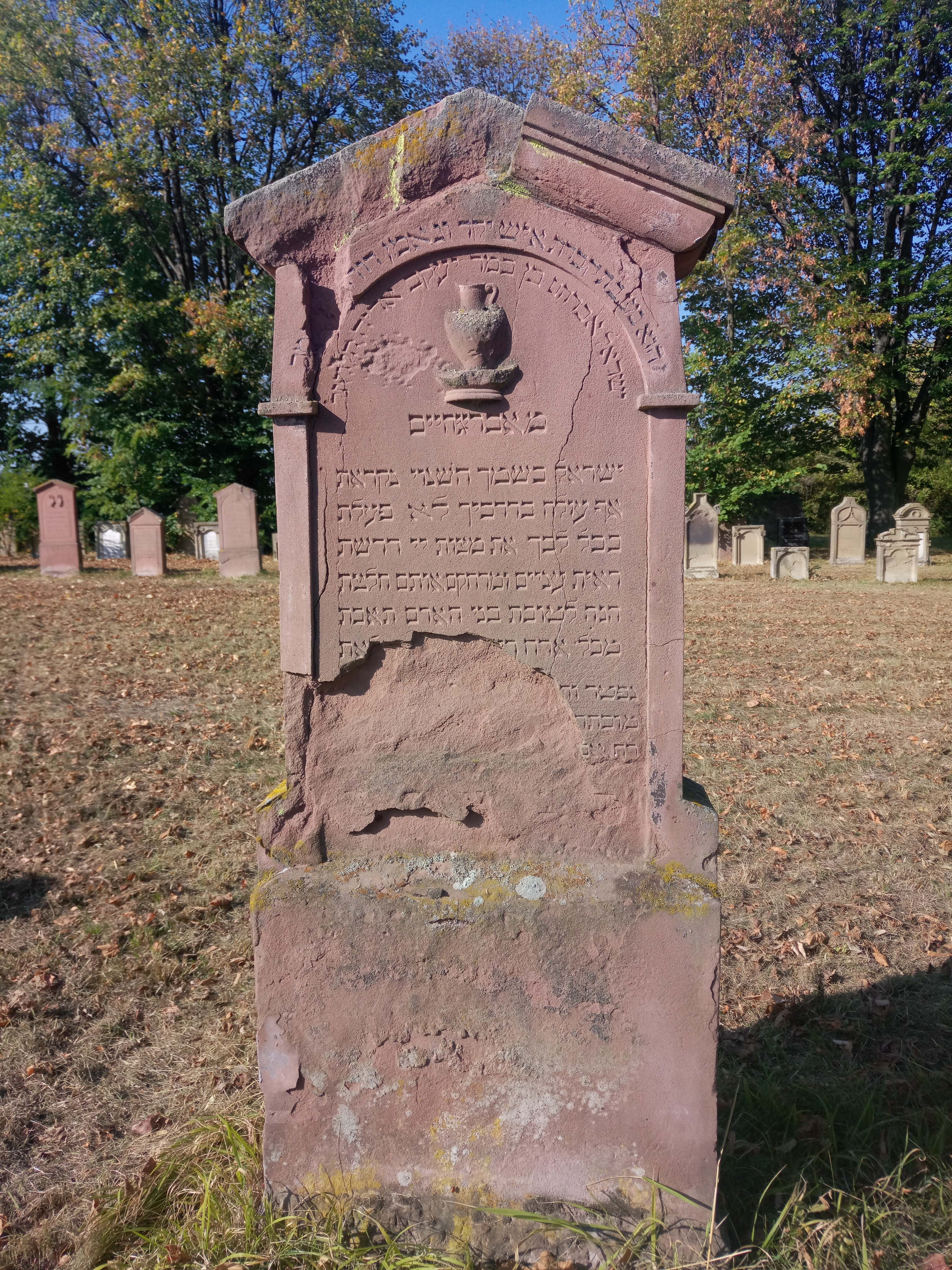
Grabstein mit Kanne
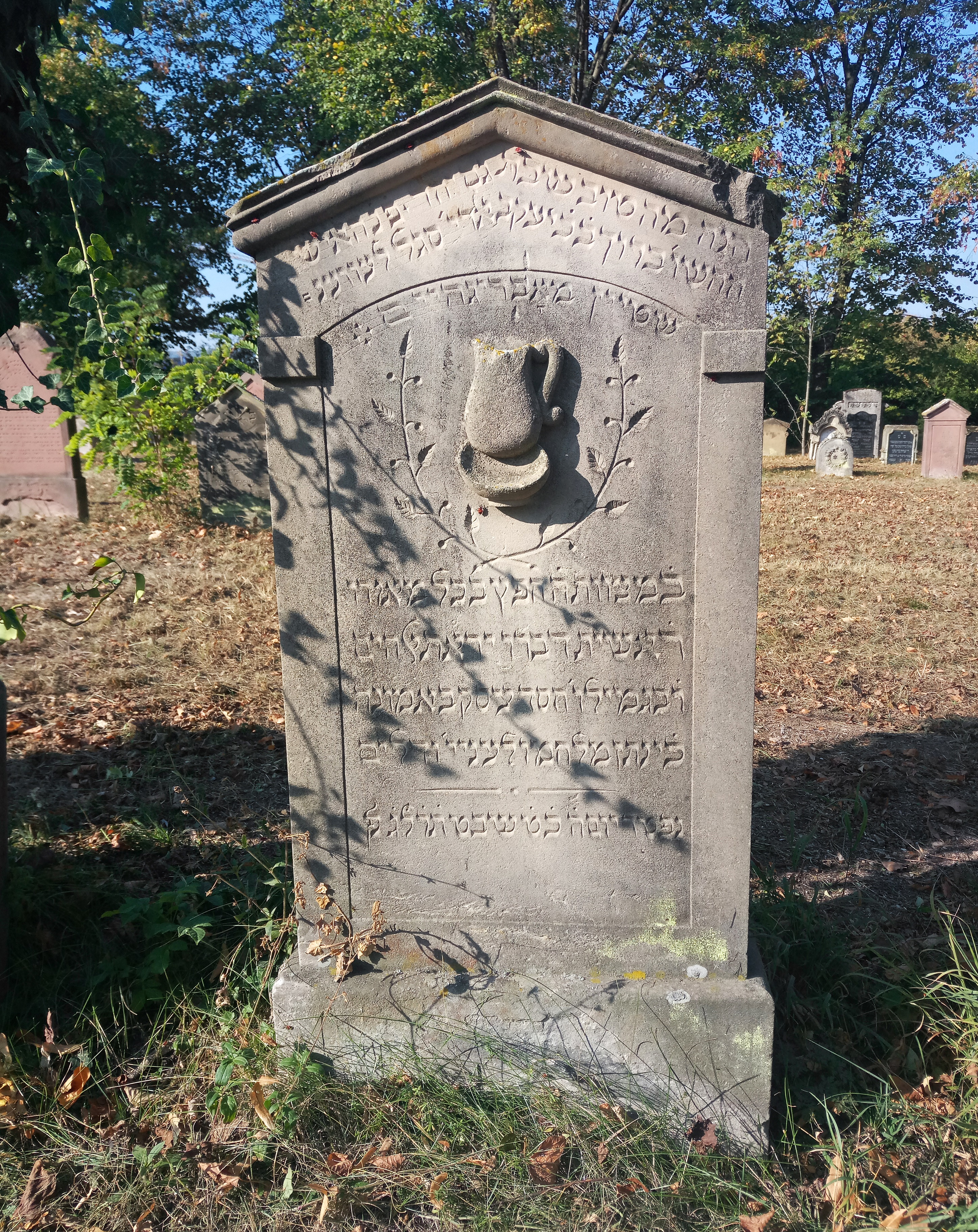
Grabstein mit Kanne
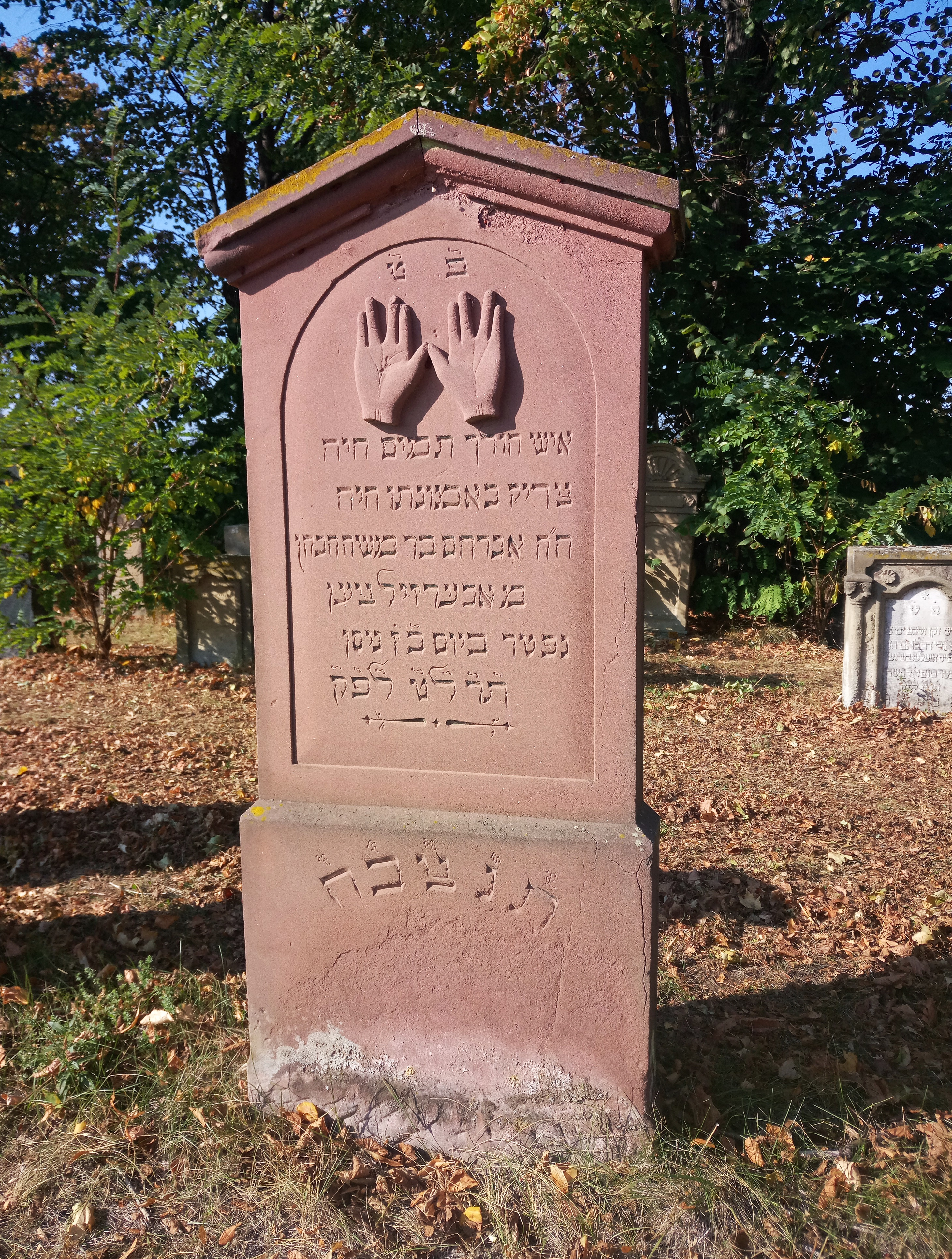
Grabstein mit Segenshänden
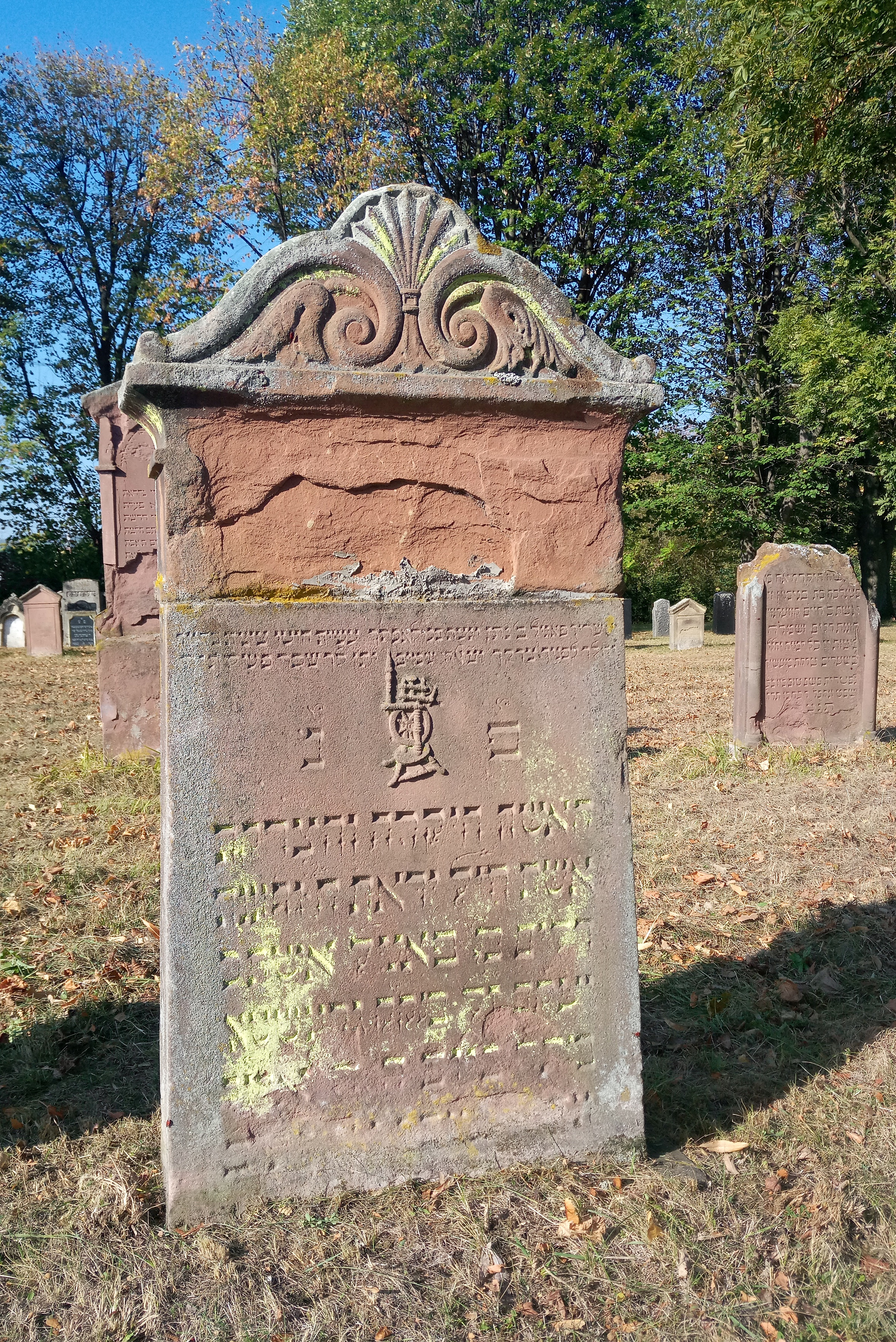
Grabstein mit Spinnrad
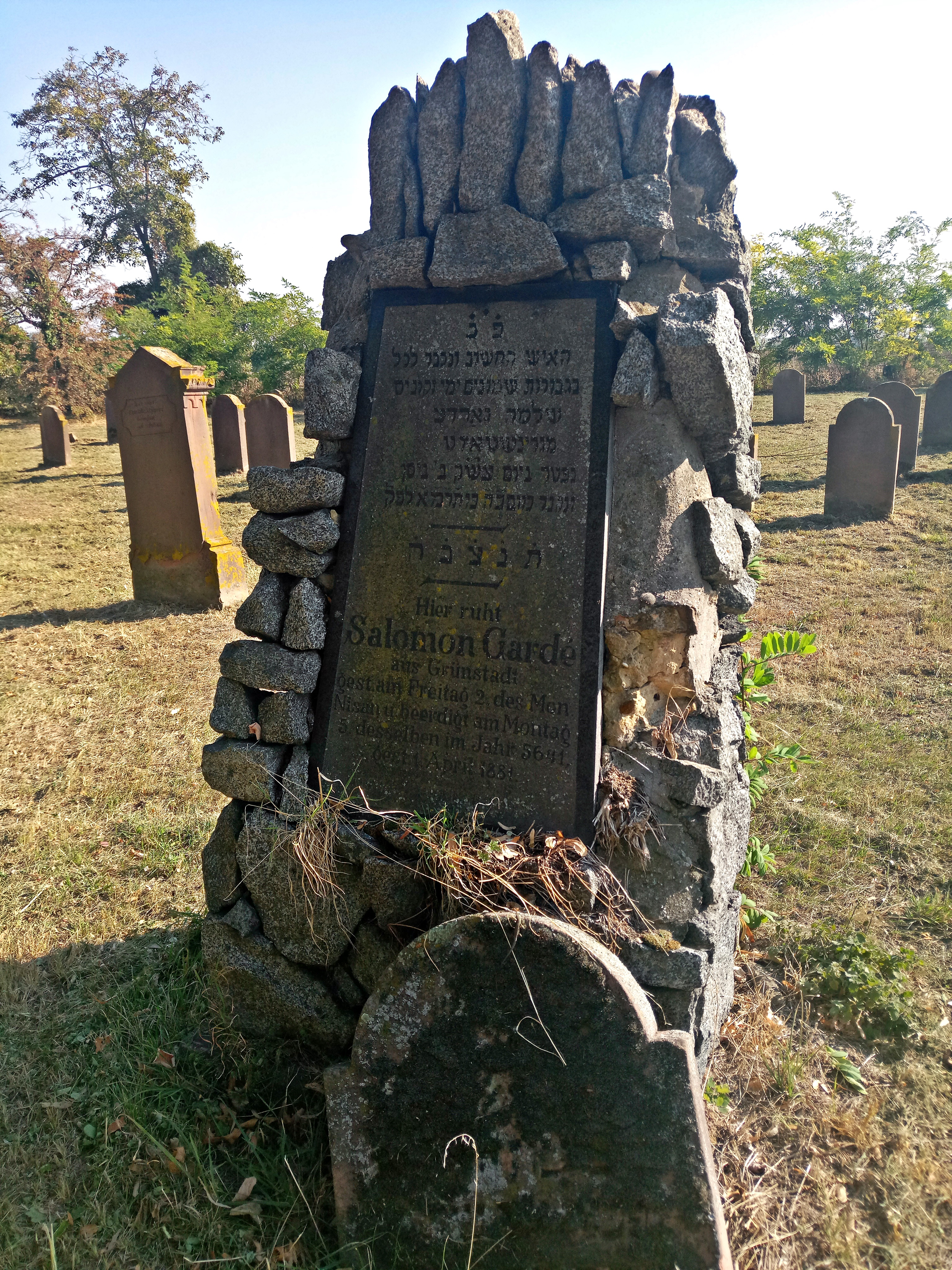
Grabstein Salomon Gardé, gest. im Monat Nisan 5641 (=1881)
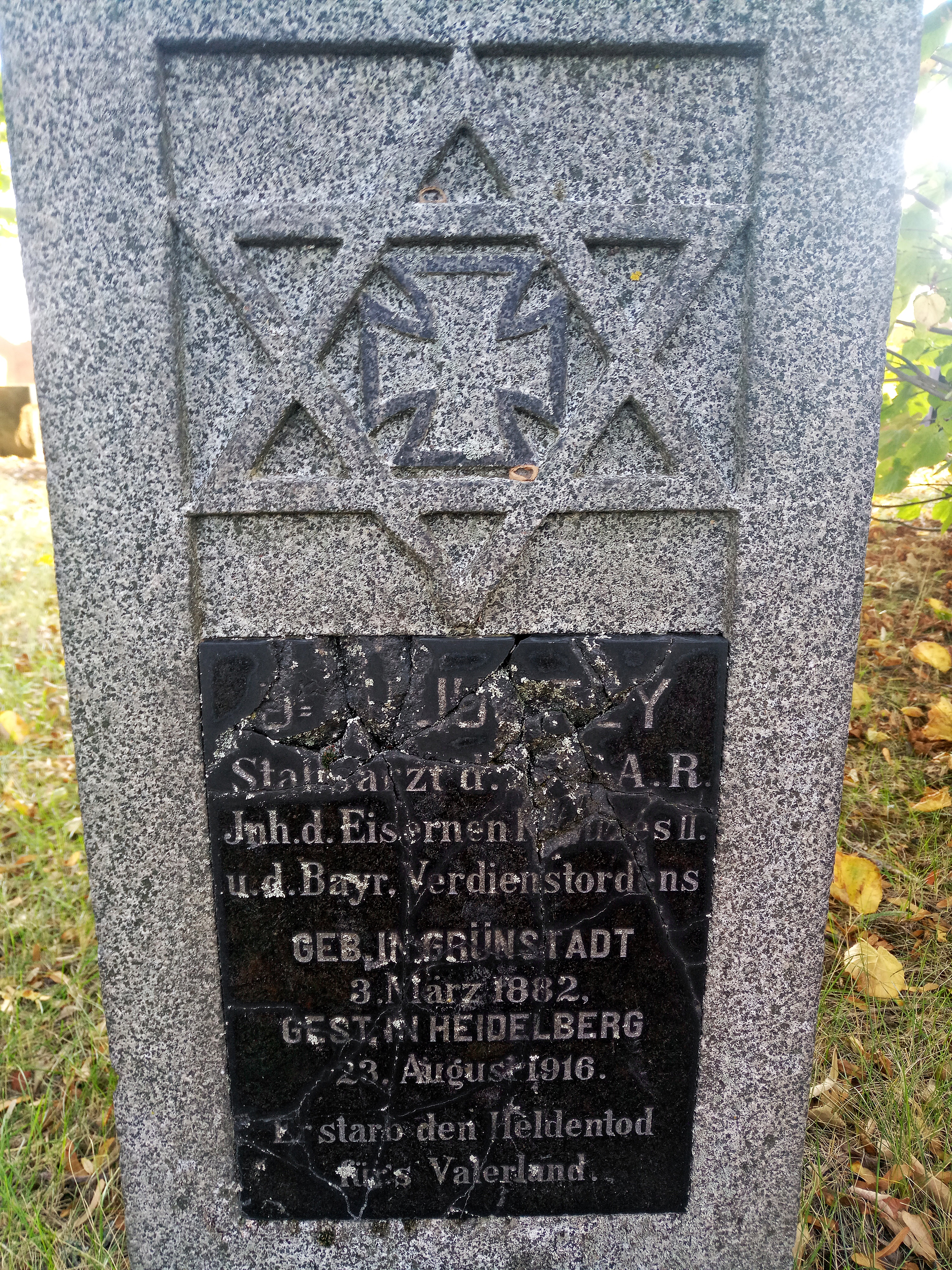
Geschändeter Grabstein von Stabsarzt Dr. Julius Fey, 1916 (20. Bay. Feld-Artillerie-Regiment, 10. Königlich Bayerische Infanterie-Division)